# Telavi Open 2013
Il Telavi Open 2013 è stato un torneo di tennis facente parte della categoria ITF Women's Circuit nell'ambito dell'ITF Women's Circuit 2013 e dell'ITF Men's Circuit nell'ambito dell'ITF Men's Circuit 2013. Il torneo si è giocato a Telavi in Georgia, quello maschile dal 2 all'8 settembre, quello femminile dal 23 al 29 settembre 2013 su campi in terra rossa.

## Partecipanti WTA

### Teste di serie
| Nazionalità | Giocatrice           | Ranking* | Testa di serie |
| ----------- | -------------------- | -------- | -------------- |
| Romania     | Andreea Mitu         | 170      | 1              |
| Russia      | Aleksandra Panova    | 177      | 2              |
| Polonia     | Paula Kania          | 195      | 3              |
| Stati Uniti | Julia Cohen          | 198      | 4              |
| Italia      | Maria Elena Camerin  | 201      | 5              |
| Russia      | Irina Chromačëva     | 222      | 6              |
| Ucraina     | Valentina Ivachnenko | 226      | 7              |
| Georgia     | Sofia Shapatava      | 233      | 8              |

- Ranking al 16 settembre 2013.

### Altre partecipanti
Giocatrici che hanno ricevuto una wild card:
- Mariam Bolkvadze
- Tamari Chalaganidze
- Ekaterine Gorgodze
- Sofia Kvatsabaia

Giocatrici che sono passate dalle qualificazioni:
- Nastja Kolar
- Laura Pigossi
- Ganna Poznikhirenko
- Ekaterina Yashina

## Vincitori

### Singolare maschile
Toni Androić ha battuto in finale  Benjamin Balleret con il punteggio di 6–2, 4–6, 7–5.

### Doppio
Romain Arneodo /  Benjamin Balleret hanno battuto in finale  Arkadiusz Kocyla /  Błażej Koniusz con il punteggio di 7–6(5), 6–0.

### Singolare
Aleksandra Panova ha battuto in finale  Viktorija Kan con il punteggio di 7–5, 6–1.

### Doppio
Maria Elena Camerin /  Anja Prislan hanno battuto in finale  Anna Zaja /  Maša Zec Peškirič con il punteggio di 7–5, 6–2.